# Rapport Harrison
Le rapport Harrison est un document de juillet 1945 rédigé par le juriste américain Earl G. Harrison, en qualité de représentant de l'Intergovernmental Committee on Refugees (« Comité intergouvernemental sur les réfugiés »), au sujet des conditions de vie qui règnent dans les camps de personnes déplacées en Europe après la Seconde Guerre mondiale.
Le rapport Harrison s'inscrit dans le mouvement présidant à la création de l'Anglo-American Committee of Inquiry (en) concernant la Palestine mandataire, qui se trouve à cette époque sous mandat britannique. Le comité d'enquête est fondé pour préconiser des mesures concernant à la fois les réfugiés de guerre juifs et les problèmes de la Palestine.
Après la remise du rapport, Harry S. Truman en adresse une copie à Clement Attlee, Premier ministre du Royaume-Uni, eu égard à la responsabilité britannique sur la Palestine. Truman écrit : « D'après ce document et d'autres informations qui me sont parvenues, je rejoins l'avis voulant qu'aucun sujet n'est plus important, pour ceux qui ont connu les horreurs des camps de concentration depuis plus d'une décennie, que l'avenir des possibilités d'immigration en Palestine ».
Les autorités britanniques opposent une réaction négative au rapport ; elles dénoncent des pressions sionistes quant à ses conclusions sur la Palestine et laissent entendre que les États-Unis devraient eux aussi accueillir leur part de réfugiés. Attlee souhaitait que le rapport demeure confidentiel mais sa requête n'est pas prise en compte.

## Nomination et mission
Franklin Delano Roosevelt nomme Harrison représentant américain de la Commission intergouvernementale sur les réfugiés le 15 mars 1945.
Le 18 juin, l'agence juive en Palestine mandataire adresse une note détaillée et formulée en termes vigoureux aux autorités britanniques pour demander 100 000 permis d'immigration au bénéfice des survivants de la Shoah (Sh'erit ha-Pletah (en)) en Europe.
Le 22 juin, deux mois après la mort de Roosevelt, son successeur à la présidence des États-Unis Harry S. Truman demande à Harrison d'effectuer une tournée d'inspection dans les camps de personnes déplacées en Europe, sur les instances du secrétaire au Trésor des États-Unis sortant, Henry Morgenthau Jr.. Harrison a pour mission de s'enquérir des conditions de vie et des besoins des personnes vivant dans les camps de déplacés dans les pays libérés en Europe de l'Ouest, en Allemagne occupée et en Autriche occupée, en prêtant une attention particulière au sort des réfugiés juifs qui seraient éventuellement apatrides ou qu'il serait impossible de rapatrier :
Harrison part début juillet à la tête d'une petite délégation où figurent deux représentants de l'American Jewish Joint Distribution Committee, Joseph J. Schwartz and Herbert Katzki (le second est aussi membre du War Refugee Board) et Patrick Murphy Malin (en) de l'Intergovernmental Committee on Refugees). Le groupe se sépare pour visiter environ trente camps de déplacés ; Schwartz se rend dans ceux du Nord de l'Allemagne tandis que Harrison visite les camps sous administration américaine en Autriche et en Bavière. En Allemagne, Harrison est accueilli par Abraham Klausner, aumônier de l'armée américaine, qui prend personnellement ses dispositions pour lui montrer la véritable situation des déplacés en Bavière,.

## Contenu du rapport
Le rapport remis est daté du 24 août. Il impute aux autorités militaires américaines les conditions de vie terribles qui règnent dans les camps :

« De nombreuses personnes juives déplacées... vivent sous la garde de soldats armés, derrière des clôtures en fil barbelé... y compris certains des camps de concentration les plus célèbres... elles n'ont pas d'autres vêtements que leur uniforme des camps de concentration... La plupart sont séparées de leurs proches depuis trois, quatre ou cinq ans et elles ne peuvent comprendre pourquoi les libérateurs n'ont pas immédiatement entrepris des efforts coordonnés pour réunir les groupes familiaux... Nombre de ces bâtiments... sont manifestement inadéquats pour l'hiver... »

Harrison établit une comparaison entre ces conditions vie et la situation relativement normale des populations allemandes qui les côtoient :

« Nous paraissons traiter les Juifs de la même manière que les nazis l'ont fait, sauf que nous ne les exterminons pas. Des foules de Juifs sont dans des camps de concentration, gardés par nos soldats au lieu des troupes Schutzstaffel. On peut en arriver à se demander si les Allemands, devant ce spectacle, n'en arrivent pas à l'idée que nous suivons, ou du moins que nous approuvons, les politiques nazies. »

Il écrit aussi qu'à ce moment-là, les autorités américaines traitent les déplacés, de manière classique, comme des groupes nationaux mais que la situation et l'histoire de l'antisémitisme nazi appellent la reconnaissance de l'identité particulière de ces déplacés : 

« Le besoin primordial et simple de ces personnes est la reconnaissance de leur situation présente et, par cela, j'entends leur situation en tant que Juifs... Refuser de reconnaître les Juifs en tant que groupe distinct produit l'effet, dans les circonstances présentes, de fermer les yeux sur la persécution d'une barbarie prononcée dont ils ont été victimes. »

Harrison recommande au président que 100 000 déplacés installés dans ces camps aient l'autorisation de se réinstaller en Palestine.

## Réactions
Truman transmet le rapport au général Eisenhower, commandant des l'armée américaine en Europe. Ce dernier y réagit sans tarder en instaurant un train de mesures qui séparent les déplacés juifs, trouve des logements — quitte à déplacer des Allemands locaux —, procure davantage de rations et offre des conditions d'embauche préférentielles ; il s'appuie peut-être sur le contenu du rapport avant que celui-ci ne parvienne à Truman. Une autre conséquence immédiate des préconisations de Harrison est la nomination d'un conseiller aux Affaires juives auprès de l'armée américaine, avec le grade de major général, d'après la recommandation de plusieurs associations juives auprès du secrétaire à la guerre. Le rabbin Judah P. Nadich est le premier à exercer cette fonction ; en octobre 1945, le poste est repris par Simon H. Rifkind (en), juge et fonctionnaire municipal à New York. Enfin, le rapport attire l'attention de Truman et de l'état-major américain sur le sort des déplacés juifs. Le 31 août, Truman écrit à Eisenhower : « Je sais que vous tomberez d'accord avec moi sur le fait que nous portons une responsabilité particulière envers ces victimes de persécution et de tyrannie qui se trouvent dans notre zone. Nous devons clairement montrer au peuple allemand que nous exécrons avec énergie les politiques nazies de haine et de persécution. La meilleure occasion de l'exprimer est la manière dont nous-mêmes, nous traitons les survivants restés en Allemagne ».
Le rapport souligne aussi que la Palestine représente l'issue à ces questions et que les contrôles britanniques sur la migration constituent un obstacle majeur.
En réponse au rapport Harrison, à la mi-octobre Eisenhower fournit un vaste compte-rendu des évolutions pour exposer les changements apportés aux conditions de vie ; il conteste également la déclaration de Harrison : « nos gardes militaires remplacent désormais les troupes Schutzstaffel ». Selon Eisenhower, « le rapport de M. Harrison ne tient guère compte des problèmes à régler, des réussites tangibles que représentent le sauvetage de centaines de Juifs et d'autres victimes des camps de concentration et le rapatriement de ceux qui peuvent et veulent regagner leurs foyers, et les progrès accomplis en deux mois pour tirer ces malheureux, qui incombent à notre autorité, des profondeurs de la déchéance physique pour restaurer leur santé et le confort essentiel ».
Dans un discours à la radio prononcé le lendemain, Harrison répond que ce qu'Eisenhower voit comme des améliorations ne correspond pas du tout aux attentes : « le cœur du sujet, c'est que ces réfugiés ne devrait même pas se trouver dans des camps mais dans des maisons. Les déplacer d'un camp vers un autre n'est pas vraiment ce qu'on peut appeler une libération.

## Conséquences
Le rapport de Harrison s'inscrit dans le mouvement qui préside à la fondation de l'Anglo-American Committee of Inquiry on Palestine (en), formé pour préconiser des politiques publiques relatives aux réfugiés de guerre juifs et aux problèmes de la Palestine. Harrison milite en faveur de sa proposition dans les mois qui suivent, témoignant en janvier 1946 devant l'Anglo-American Committee. En 1946, le New York Times qualifie le travail de Harrison de « première proposition officielle pour l'installation immédiate de 100 000 Juifs en Palestine ». Certains historiens estiment que le rapport Harisson consistue une étape cruciale dans le développement du soutien américaine en faveur de l'État d'Israël. En juin, Harrison invite les Nations unies à créer une agence dévolue aux problèmes des personnes déracinées par la guerre, dont beaucoup sont devenues apatrides, et il estime alors que l'Amérique latine peut en accueillir certains.
Le ministre britannique des Affaires étrangères, Ernest Bevin, cite le rapport Harrison lors d'un discours prononcé à la Chambre des communes, une semaine après l'échec de la conférence de Londres en 1946-1947 (en) (la dernière tentative britannique de négocier la paix en Palestine). Dans ce discours, il reproche au rapport Harrison d'avoir nourri des tensions diplomatiques.